# Apollo 11 (película de 2019)
Apollo 11 es una película documental estadounidense de 2019 editada, producida y dirigida por Todd Douglas Miller. Se enfoca en la misión Apolo 11 de 1969, el primer vuelo espacial para llevar al hombre a la Luna durante el proyecto Apolo. La película consiste únicamente en material de archivo, incluida una película de 70 mm que no se había lanzado antes al público, y no presenta narraciones ni entrevistas. 
La película se estrenó en el Festival de Cine de Sundance el 24 de enero de 2019 y fue estrenada en cines de Estados Unidos por Neon el 1 de marzo de 2019.

## Producción
El director Todd Douglas Miller comenzó el desarrollo de esta película en 2016, después del estreno de The Last Steps, un documental sobre el Apolo 17. Miller fue contactado por el archivista y editor de películas británico Stephen Slater, que había sincronizado las grabaciones de audio con imágenes de 16 mm del Control de la Misión, para hacer una película para el 50 aniversario del aterrizaje del Apolo 11. La concepción de Miller de la película se centró en un enfoque de cine directo; la película final no contiene narraciones en voz alta ni entrevistas más allá de lo que estaba disponible en el material de origen contemporáneo.
En mayo de 2017, la cooperación entre el equipo de producción de Miller, la NASA y Archivos Nacionales y Administración de Documentos dio como resultado el descubrimiento de imágenes inéditas de 70 mm del lanzamiento y la recuperación del Apollo 11. Las imágenes en gran formato incluyen escenas del Complejo de lanzamiento 39, espectadores presentes para el lanzamiento, el lanzamiento del Saturno V en sí, y la recuperación y esfuerzos postmisión a bordo del USS Hornet. El documental incluyó estas imágenes junto con imágenes convencionales de películas de 35 y 16 mm, fotografía fija y secuencias de televisión en circuito cerrado.
El equipo de Miller utilizó las instalaciones de Final Frame, una empresa de postproducción en la ciudad de Nueva York, para transferir todas las imágenes disponibles a digital. Se utilizaron camionetas especializadas de clima controlado para transportar con seguridad el material de archivo hacia y desde los Archivos Nacionales en Washington D. C. El equipo de producción catalogó más de 11.000 horas de grabaciones de audio y cientos de horas de video.
Neon adquirió los derechos de distribución mundial de la película en julio de 2018.